# HT-29
HT-29 là dòng tế bào ung thư đại trực tràng ở người, sử dụng rộng rãi trong nghiên cứu sinh học và ung thư.

## Đặc trưng

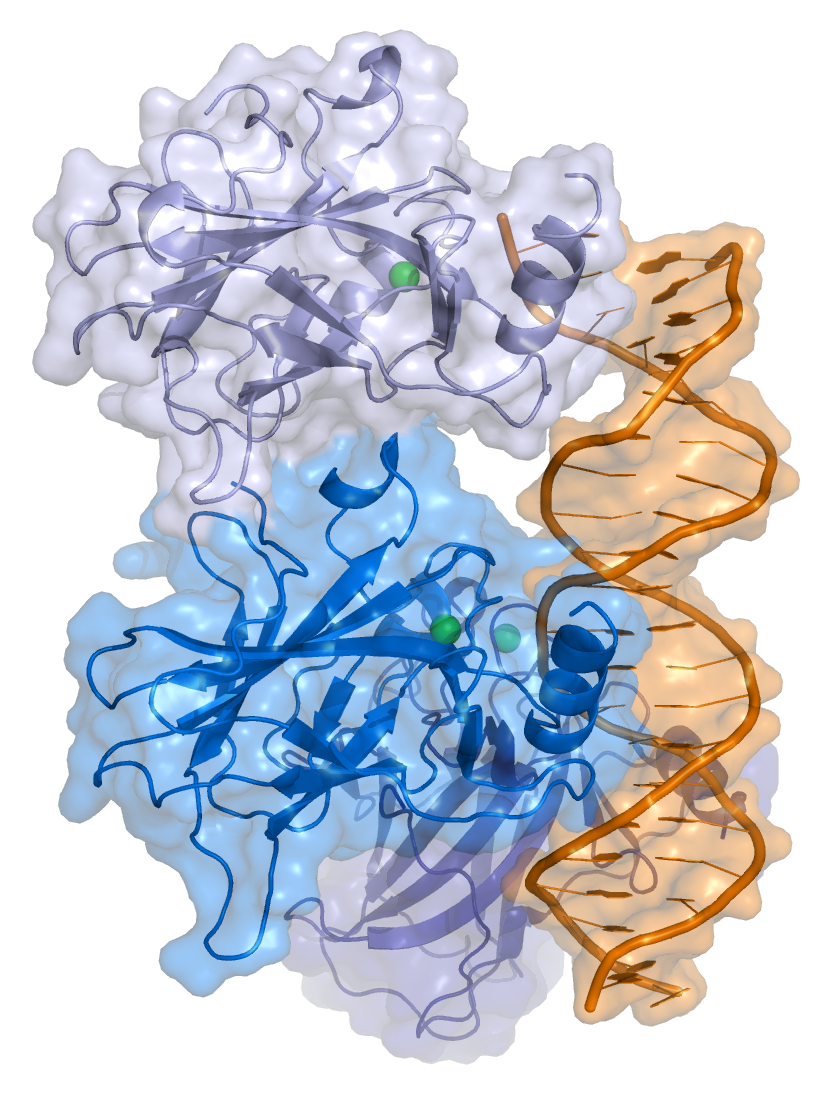
Sự tương tác protein p53 với một chuỗi DNA là biểu hiện quá mức trong các tế bào dòng HT-29

Năm 1964, Jorgen Fogh là người tách dòng HT-29 từ một phụ nữ da trắng 44 tuổi. Các tế bào HT-29 tạo thành một lớp đơn chặt chẽ, có sự tương đồng với các tế bào ruột từ ruột non. Tế bào HT-29 sản xuất quá mức kháng nguyên khối u p53, nhưng có đột biến ở gen p53 ở vị trí 273, thay thế arginin thành histidin. Các tế bào tăng sinh nhanh chóng trong môi trường chứa suramin, gen gây ung thư c-myc biểu hiện mạnh mẽ. c-myc mối liên hệ với các yêu cầu về yếu tố tăng trưởng của tế bào HT-29.

## Ứng dụng
Trong nghiên cứu tiền lâm sàng in vitro (trong ống nghiệm), nhờ có khả năng biệt hóa của HT-29 trở thành mô đại tràng giống thật, HT-29 có hữu ích trong nghiên cứu tế bào biểu mô. Tế bào HT-29 có thể thí nghiệm in vivo (trong vật sống) thông qua ghép dị loài với các loài gặm nhấm. Tế bào HT-29 cuối cùng biệt hóa thành tế bào ruột nhờ sự thay thế glucose bằng galactose trong nuôi cấy tế bào. Bổ sung butyrat hoặc acid giúp nghiên cứu được các con đường biệt hóa và tính phụ thuộc của sự biệt hóa vào các điều kiện xung quanh. Theo đó, các nghiên cứu về tế bào HT-29 đã cho thấy sự khác biệt do forskolin, colchicine, nocodazole, và taxol, với sự biệt hóa qua trung gian galactose cũng kích thích tạo ra các vòng dính.

### Nuôi cấy
Tế bào HT-29 có thể tăng sinh trong môi trường nuôi cấy tế bào thiếu yếu tố tăng trưởng với thời gian nhân đôi khoảng 4 ngày. Thời gian nhân đôi giảm xuống còn 1 ngày nếu bổ sung huyết thanh thai bò (FBS). Các tế bào tiêu thụ glucose mạnh.